# Градиска (Удине)
Градиска (итал. Gradisca) је насеље у Италији у округу Удине, региону Фурланија-Јулијска крајина.
Према процени из 2011. у насељу је живело 727 становника. Насеље се налази на надморској висини од 62 м.